# Didasys belae
Didasys belae là một loài bướm đêm thuộc phân họ Arctiinae, họ Erebidae.